# Critics' Choice Television Award for Best Actor in a Comedy Series
The Critics' Choice Television Award for Best Actor in a Comedy Series er en af kategorier, hvor der årligt uddeles priser i af Critics' Choice Television Awards (BTJA) (US) til den bedste mandlige hovedrolle i en komedieserie. Prisuddelingen fandt først sted i 2011, hvor prisen blev skabt. Vinderne af kategorien vælges af en gruppe kritikere, som sidder i panelet ved Broadcast Television Critics Association.

## Vinder og nominerede
Vinderen

### 2010'erne
| År       | Skuespiller        | Serie                             | Karakter                  | Netværk            |
| -------- | ------------------ | --------------------------------- | ------------------------- | ------------------ |
| 2011     | Jim Parsons        | The Big Bang Theory               | Sheldon Cooper            | CBS                |
| 2011     | Alec Baldwin       | 30 Rock                           | Jack Donaghy              | NBC                |
| 2011     | Steve Carell       | The Office                        | Michael Scott             | NBC                |
| 2011     | Joel McHale        | Community                         | Jeff Winger               | NBC                |
| 2011     | Louis C.K.         | Louie                             | Louie                     | FX                 |
| 2011     | Charlie Day        | It's Always Sunny in Philadelphia | Charlie Kelly             | FX                 |
| 2012     | Louis C.K.         | Louie                             | Louie                     | FX                 |
| 2012     | Don Cheadle        | House of Lies                     | Marty Kaan                | Showtime           |
| 2012     | Larry David        | Curb Your Enthusiasm              | Sig selv                  | HBO                |
| 2012     | Garret Dillahunt   | Raising Hope                      | Burt Chance               | Fox                |
| 2012     | Joel McHale        | Community                         | Jeff Winger               | NBC                |
| 2012     | Jim Parsons        | The Big Bang Theory               | Sheldon Cooper            | CBS                |
| 2013     | Louis C.K.         | Louie                             | Louie                     | FX                 |
| 2013     | Don Cheadle        | House of Lies                     | Marty Kaan                | Showtime           |
| 2013     | Jake Johnson       | New Girl                          | Nick Miller               | Fox                |
| 2013     | Jim Parsons        | The Big Bang Theory               | Sheldon Cooper            | CBS                |
| 2013     | Adam Scott         | Parks and Recreation              | Ben Wyatt                 | NBC                |
| 2013     | Jeremy Sisto       | Suburgatory                       | George Altman             | ABC                |
| 2014     | Jim Parsons        | The Big Bang Theory               | Sheldon Cooper            | CBS                |
| 2014     | Louis C.K.         | Louie                             | Louie                     | FX                 |
| 2014     | Chris Messina      | The Mindy Project                 | Dr. Danny Castellano      | Fox                |
| 2014     | Thomas Middleditch | Silicon Valley                    | Richard Hendriks          | HBO                |
| 2014     | Adam Scott         | Parks and Recreation              | Ben Wyatt                 | NBC                |
| 2014     | Robin Williams     | The Crazy Ones                    | Simon Roberts             | CBS                |
| 2015     | Jeffrey Tambor     | Transparent                       | Maura Pfefferman          | Amazon Prime Video |
| 2015     | Anthony Anderson   | black-ish                         | Andre "Dre" Johnson, Sr.  | ABC                |
| 2015     | Will Forte         | The Last Man on Earth             | Phil Miller               | Fox                |
| 2015     | Johnny Galecki     | The Big Bang Theory               | Leonard Hofstadter        | CBS                |
| 2015     | Chris Messina      | The Mindy Project                 | Dr. Danny Castellano      | Fox                |
| 2015     | Thomas Middleditch | Silicon Valley                    | Richard Hendriks          | HBO                |
| 2016 (1) | Jeffrey Tambor     | Transparent                       | Maura Pfefferman          | Amazon Prime Video |
| 2016 (1) | Anthony Anderson   | black-ish                         | Andre "Dre" Johnson, Sr.  | ABC                |
| 2016 (1) | Randall Park       | Fresh Off the Boat                | Louis Huang               | ABC                |
| 2016 (1) | Aziz Ansari        | Master of None                    | Dev Shah                  | Netflix            |
| 2016 (1) | Will Forte         | The Last Man on Earth             | Phil Miller               | Fox                |
| 2016 (1) | Fred Savage        | The Grinder                       | Stewart Sanderson         | Fox                |
| 2016 (2) | Donald Glover      | Atlanta                           | Earnest 'Earn' Marks      | FX                 |
| 2016 (2) | Anthony Anderson   | black-ish                         | Andre "Dre" Johnson, Sr.  | ABC                |
| 2016 (2) | Will Forte         | The Last Man on Earth             | Phil Miller               | Fox                |
| 2016 (2) | Bill Hader         | Documentary Now!                  | Various Characters        | IFC                |
| 2016 (2) | Patrick Stewart    | Blunt Talk                        | Walter Blunt              | Starz              |
| 2016 (2) | Jeffrey Tambor     | Transparent                       | Maura Pfefferman          | Prime Video        |
| 2018     | Ted Danson         | The Good Place                    | Michael                   | NBC                |
| 2018     | Anthony Anderson   | black-ish                         | Andre "Dre" Johnson, Sr.  | ABC                |
| 2018     | Randall Park       | Fresh Off the Boat                | Louis Huang               | ABC                |
| 2018     | Aziz Ansari        | Master of None                    | Dev Shah                  | Netflix            |
| 2018     | Hank Azaria        | Brockmire                         | Jim Brockmire             | IFC                |
| 2018     | Thomas Middleditch | Silicon Valley                    | Richard Hendriks          | HBO                |
| 2019     | Bill Hader         | Barry                             | Barry Berkman/Barry Block | HBO                |
| 2019     | Hank Azaria        | Brockmire                         | Jim Brockmire             | IFC                |
| 2019     | Ted Danson         | The Good Place                    | Michael                   | NBC                |
| 2019     | Michael Douglas    | The Kominsky Method               | Sandy Kominsky            | Netflix            |
| 2019     | Donald Glover      | Atlanta                           | Earnest "Earn" Marks      | FX                 |
| 2019     | Jim Parsons        | The Big Bang Theory               | Sheldon Cooper            | CBS                |
| 2019     | Andy Samberg       | Brooklyn Nine-Nine                | Jake Peralta              | Fox                |

### 2020'erne
| Year | Actor             | Series                       | Character                 | Network   |
| ---- | ----------------- | ---------------------------- | ------------------------- | --------- |
| 2020 | Bill Hader        | Barry                        | Barry Berkman/Barry Block | HBO       |
| 2020 | Ted Danson        | The Good Place               | Michael                   | NBC       |
| 2020 | Walton Goggins    | The Unicorn                  | Wade                      | CBS       |
| 2020 | Eugene Levy       | Schitt's Creek               | Johnny Rose               | Pop       |
| 2020 | Paul Rudd         | Living with Yourself         | Miles Elliot(s)           | Netflix   |
| 2020 | Bashir Salahuddin | Sherman's Showcase           | Sherman McDaniel          | IFC       |
| 2020 | Ramy Youssef      | Ramy                         | Ramy Hassan               | Hulu      |
| 2021 | Jason Sudeikis    | Ted Lasso                    | Ted Lasso                 | Apple TV+ |
| 2021 | Hank Azaria       | Brockmire                    | Jim Brockmire             | IFC       |
| 2021 | Matt Berry        | What We Do in the Shadows    | Laszlo Cravensworth       | FX        |
| 2021 | Nicholas Hoult    | The Great                    | Peter III of Russia       | Hulu      |
| 2021 | Eugene Levy       | Schitt's Creek               | Johnny Rose               | Pop       |
| 2021 | Ramy Youssef      | Ramy                         | Ramy Hassan               | Hulu      |
| 2022 | Iain Armitage     | Young Sheldon                | Sheldon Cooper            | CBS       |
| 2022 | Nicholas Hoult    | The Great                    | Peter II                  | Hulu      |
| 2022 | Steve Martin      | Only Murders in the Building | Charles Haden-Savage      | Hulu      |
| 2022 | Kayvan Novak      | What We Do in the Shadows    | Nandor the Conqueror      | FX        |
| 2022 | Martin Short      | Only Murders in the Building | Oliver Putin              | Hulu      |
| 2022 | Jason Sudeikis    | Ted Lasso                    | Ted Lasso                 | AppleTV+  |

## Serier med flere vundne priser
2 vundne priser
- Barry
- The Big Bang Theory
- Louie
- Transparent

## Serier med flere nomineringer
6 nomineringer
- The Big Bang Theory

4 nomineringer
- black-ish
- Louie

3 nomineringer
- Brockmire
- The Good Place
- The Last Man on Earth
- Silicon Valley
- Transparent

2 nomineringer
- Atlanta
- Barry
- Community
- Fresh Off the Boat
- House of Lies
- Master of None
- The Mindy Project
- Only Murders in the Building
- Parks and Recreation
- Ramy
- Schitt's Creek
- Ted Lasso
- What We Do in the Shadows

## Skuespillere med flere vundne priser
2 vundne priser
- Bill Hader (i træk)
- Louis C.K. (i træk)
- Jim Parsons
- Jeffrey Tambor (i træk)

## Skuespillere med flere nomineringer
5 nomineringer
- Jim Parsons

4 nomineringer
- Anthony Anderson
- Louis C.K.

3 nomineringer
- Hank Azaria
- Ted Danson
- Will Forte
- Bill Hader
- Thomas Middleditch
- Jeffrey Tambor

2 nomineringer
- Aziz Ansari
- Don Cheadle
- Donald Glover
- Eugene Levy
- Joel McHale
- Chris Messina
- Randall Park
- Adam Scott
- Jason Sudeikis
- Ramy Youssef